# Wybory prezydenckie w Stanach Zjednoczonych w 1912 roku

Mapa wyborcza Stanów Zjednoczonych w 1912 roku. Liczba na mapie określa liczbę przedstawicieli stanu w Kolegium Elektorów

Wybory prezydenckie w Stanach Zjednoczonych w 1912 roku – trzydzieste drugie wybory prezydenckie w historii Stanów Zjednoczonych. Na urząd prezydenta wybrano Woodrowa Wilsona, a wiceprezydentem został Thomas Marshall.

## Kampania wyborcza
Partia Demokratyczna zebrała się na konwencji w Baltimore w dniach 1-2 lipca 1912 roku, gdzie głównym pretendentem do uzyskania nominacji prezydenckiej był spiker Izby Reprezentantów Champ Clark. Wśród ośmiu pretendentów, pojawiało się także nazwisko Wilsona, jednak na faworyta wyrósł dopiero w 35. głosowaniu. Nominację udało mu się uzyskać dopiero w 41. głosowaniu. Kandydatem na wiceprezydenta został Thomas Marshall. W kampanii wyborczej, Wilson przedstawił program reform gospodarczych, zwany „Nową Wolnością”. Zakładał on między innymi, poparcie ustaw antytrustowych, nowych regulacji bankowych i redukcję stawek. Postulował także reformę podatkową i bezpośredni system wyborów do Senatu. W obozie Partii Republikańskiej istniały podziały pomiędzy zwolennikami Williama Tafta i Theodore’a Roosevelta, którzy od 1911 roku pozostawali w ostrym konflikcie. Niezadowolony polityką urzędującego prezydenta, na początku 1912 roku Roosevelt ogłosił, że będzie się ubiegał o nominację prezydencką. Reformatorskie skrzydło partii chciało nominować trzeciego kandydata – Roberta La Follette’a, lecz manewr ten się nie powiódł. Dzięki działaniom bossów partyjnych, na konwencji partii w Chicago w pierwszym głosowaniu poparcia udzielono Taftowi, w wyniku czego Roosevelt opuścił ugrupowanie i założył Partię Postępową. Został jej oficjalnym kandydatem prezydenckim, a w kampanii („Nowy Nacjonalizm”) zapowiadał ustalenie płacy minimalnej dla kobiet, emerytury, ubezpieczenia od wypadków, zatrudnianie nieletnich, a także poparcie dla obywatelskich inicjatyw ustawodawczych i referendów. Kandydatem Partii Socjalistycznej po raz kolejny został Eugene Debs. Nominację Partii Prohibicji uzyskał Eugene Chafin. Urzędujący prezydent nie wziął aktywnego udziału w kampanii, co, w połączeniu z rozbiciem w obozie republikańskim, umożliwiło zwycięstwo demokratom.

## Kandydaci

### Partia Demokratyczna

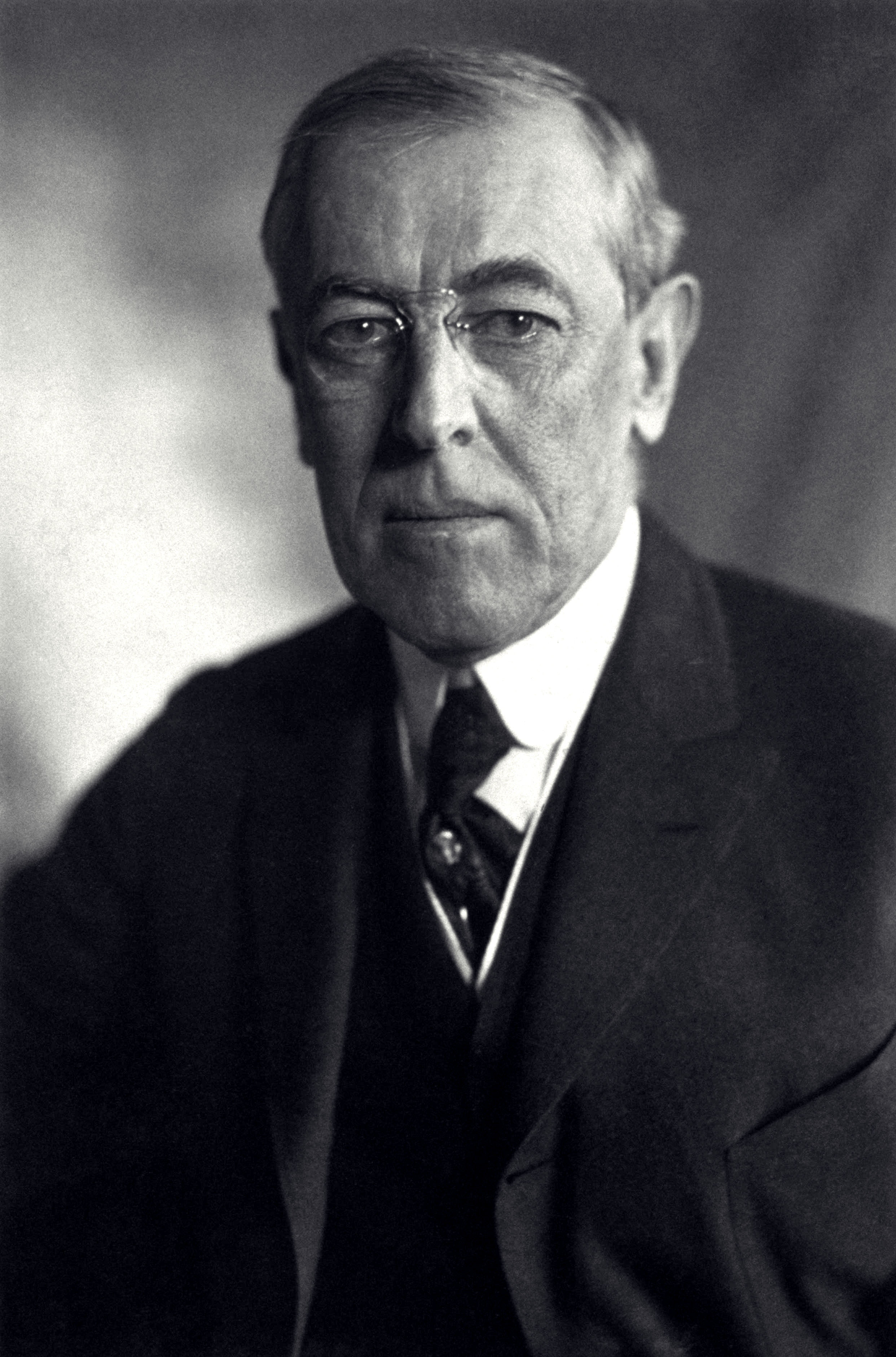
Woodrow Wilson
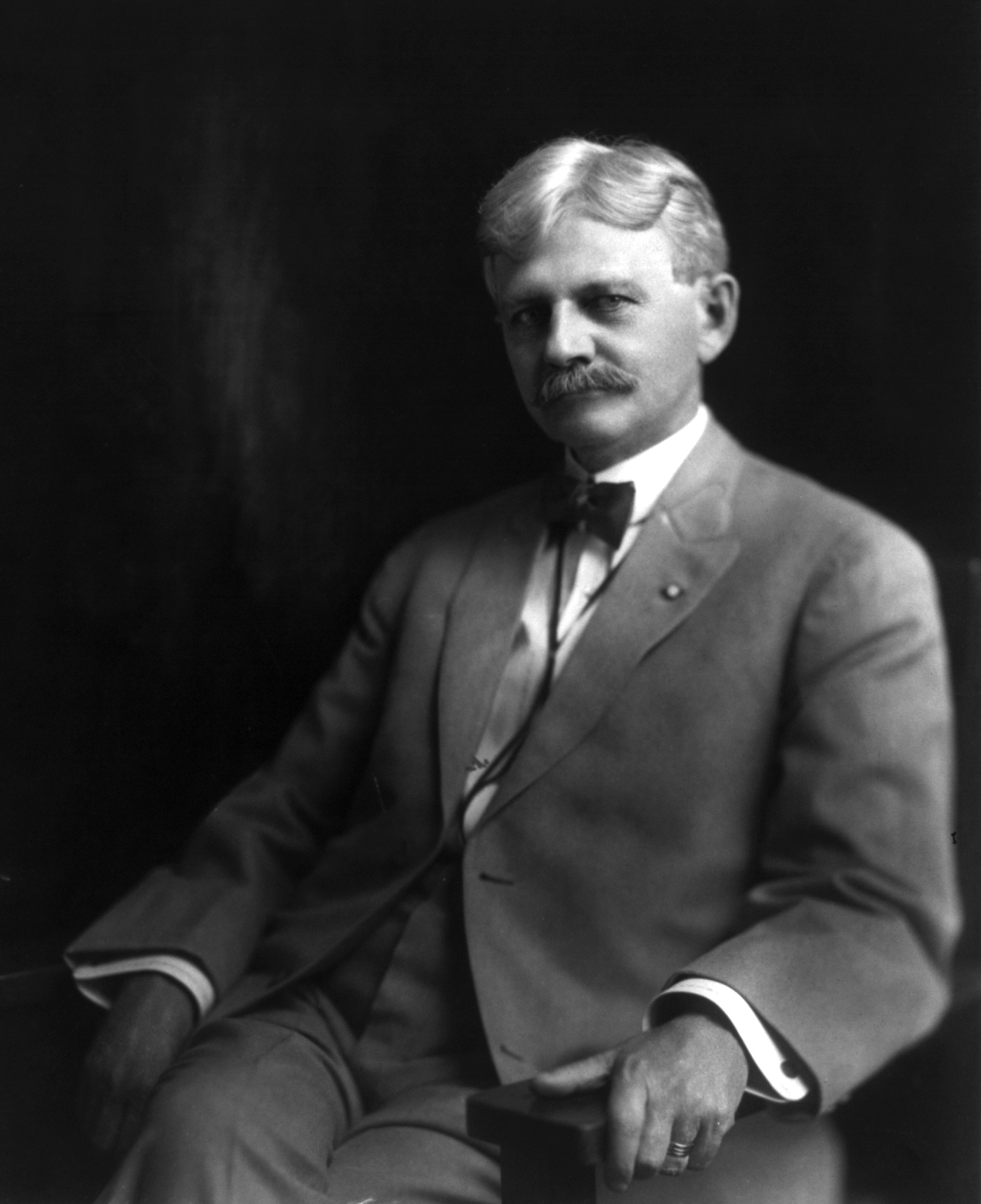
Thomas Marshall

### Partia Postępowa

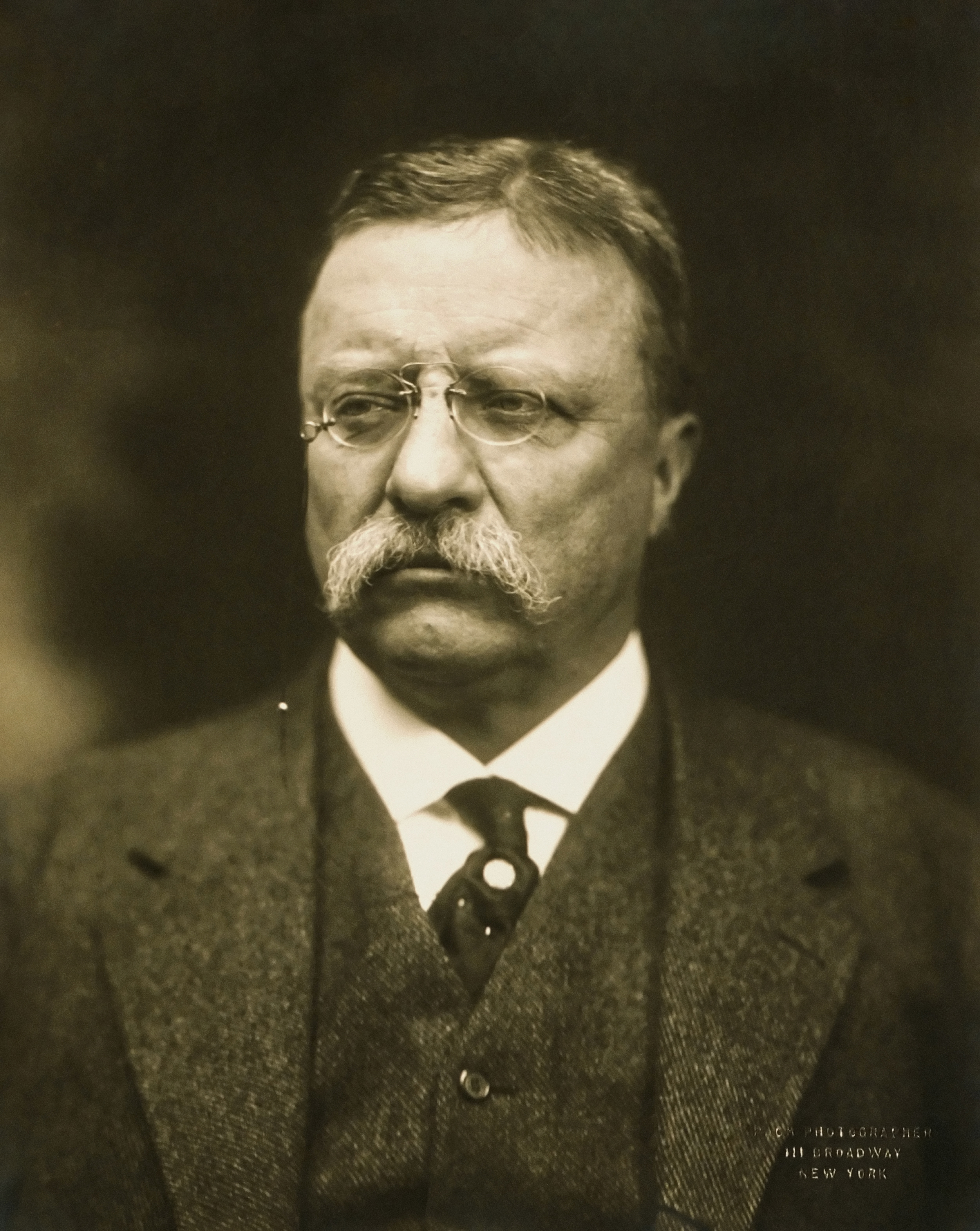
Theodore Roosevelt
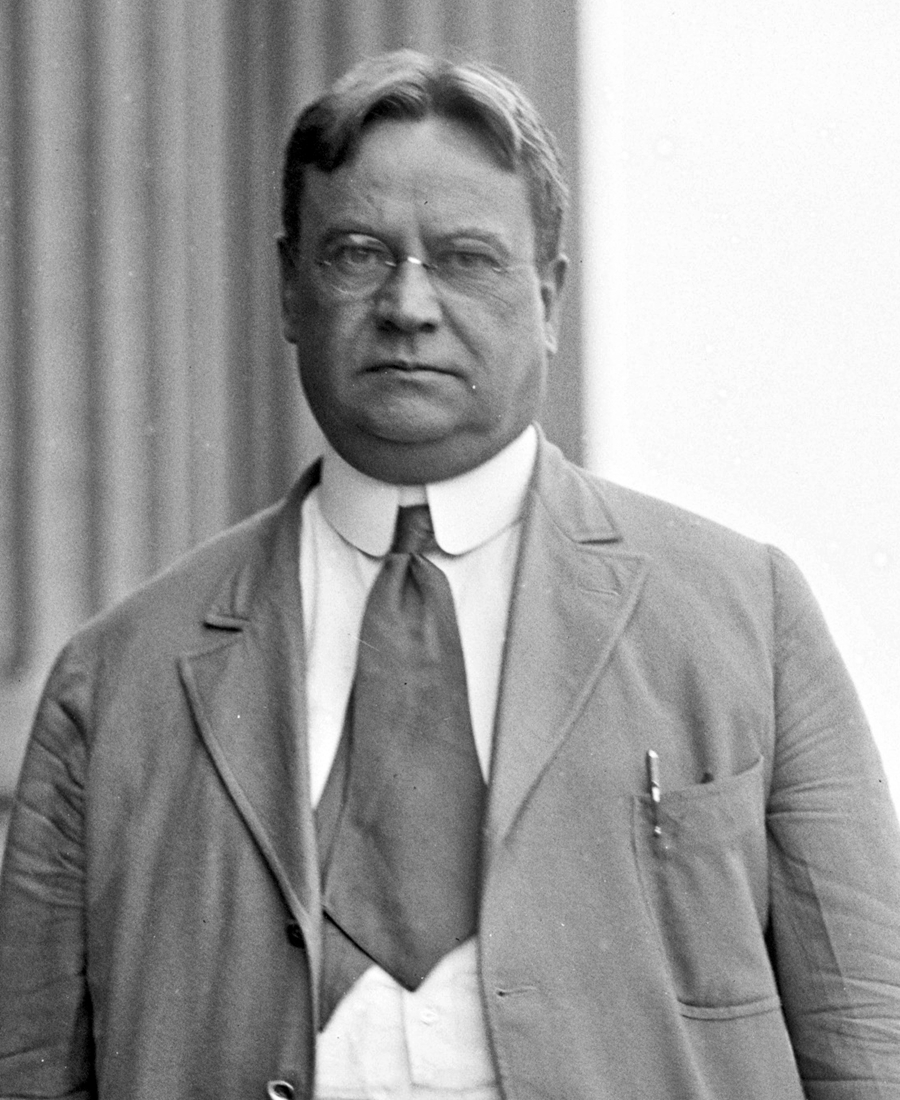
Hiram Johnson

### Partia Prohibicji

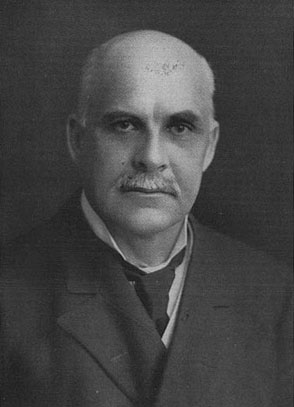
Eugene Chafin

### Partia Republikańska

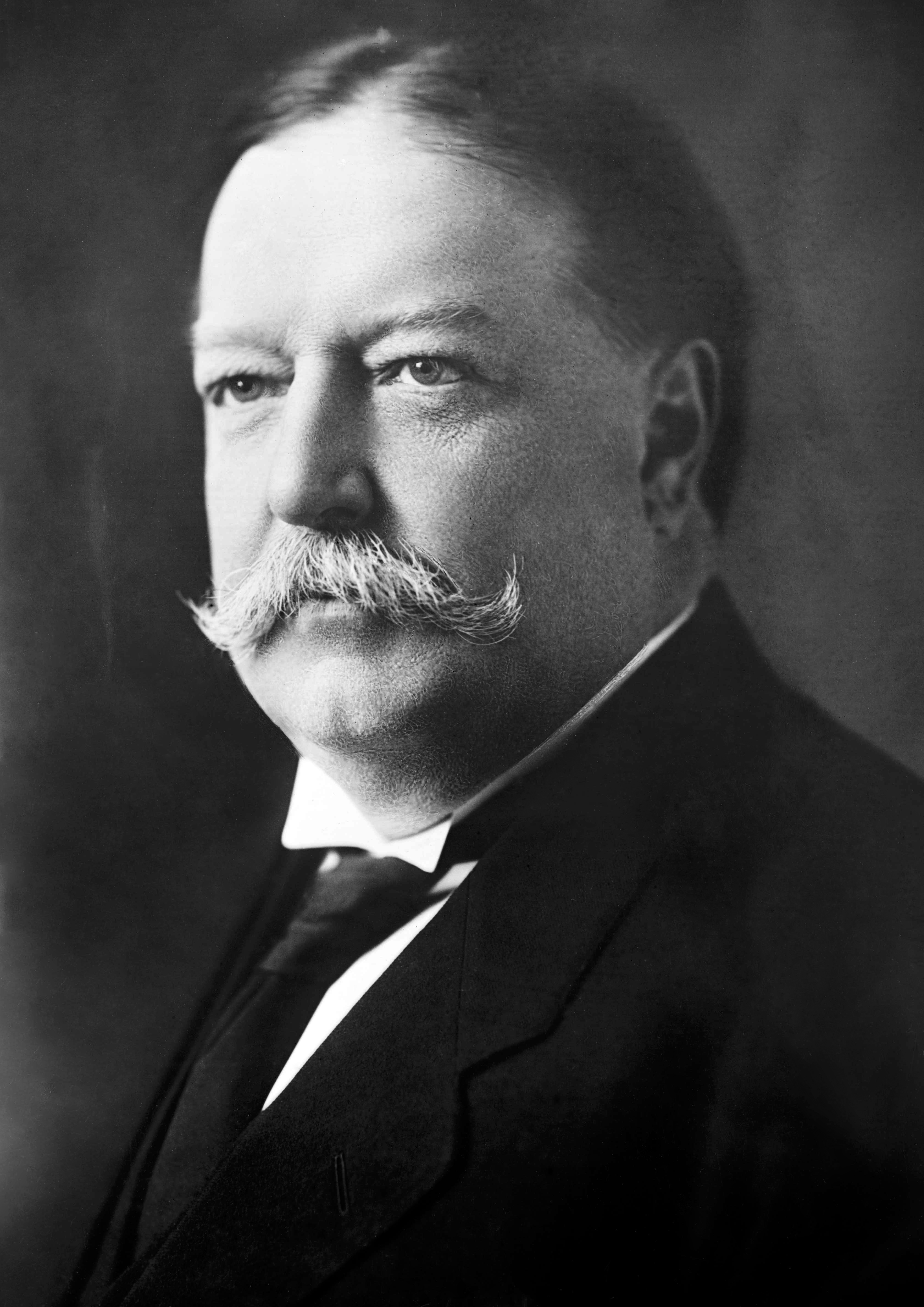
William Taft
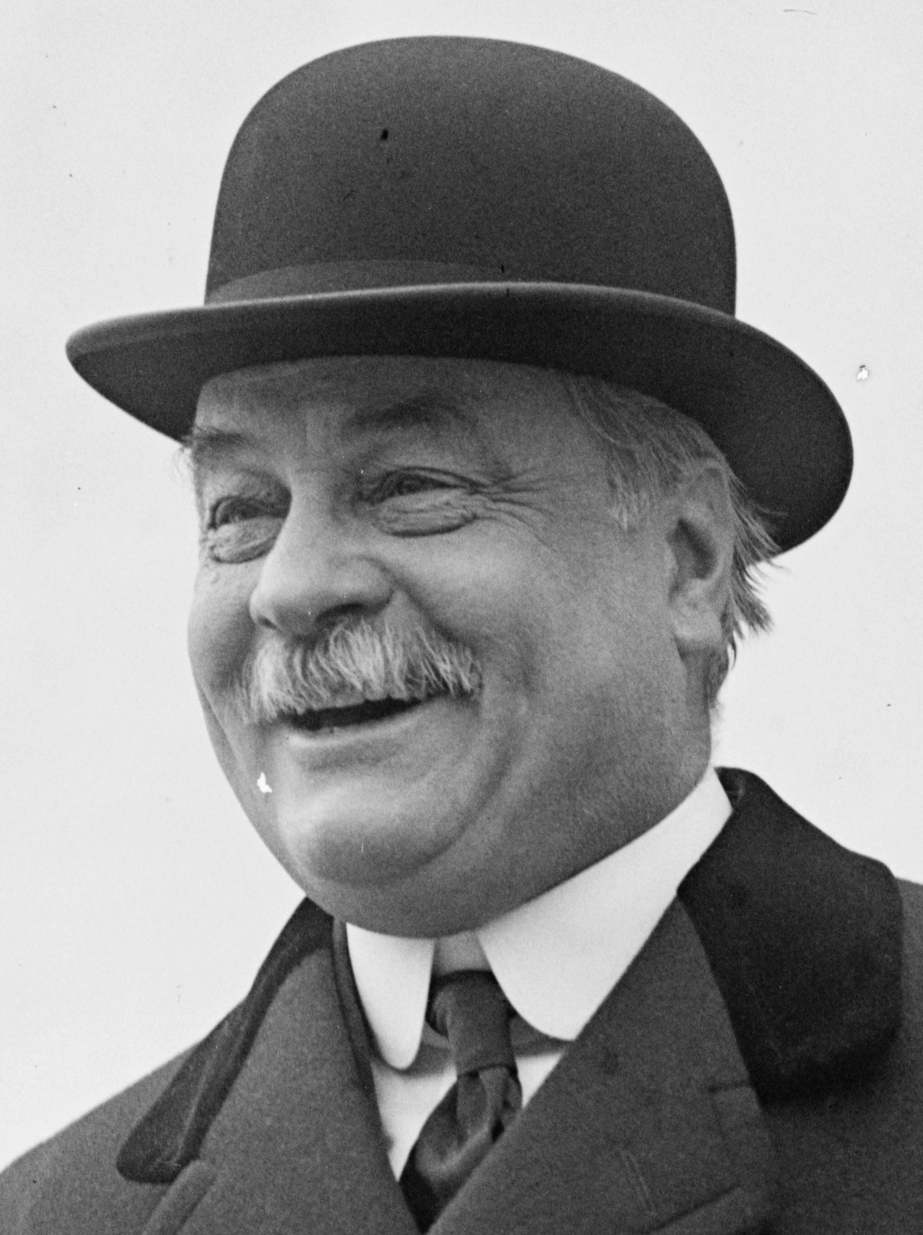
Nicholas Butler

### Socjalistyczna Partia Ameryki

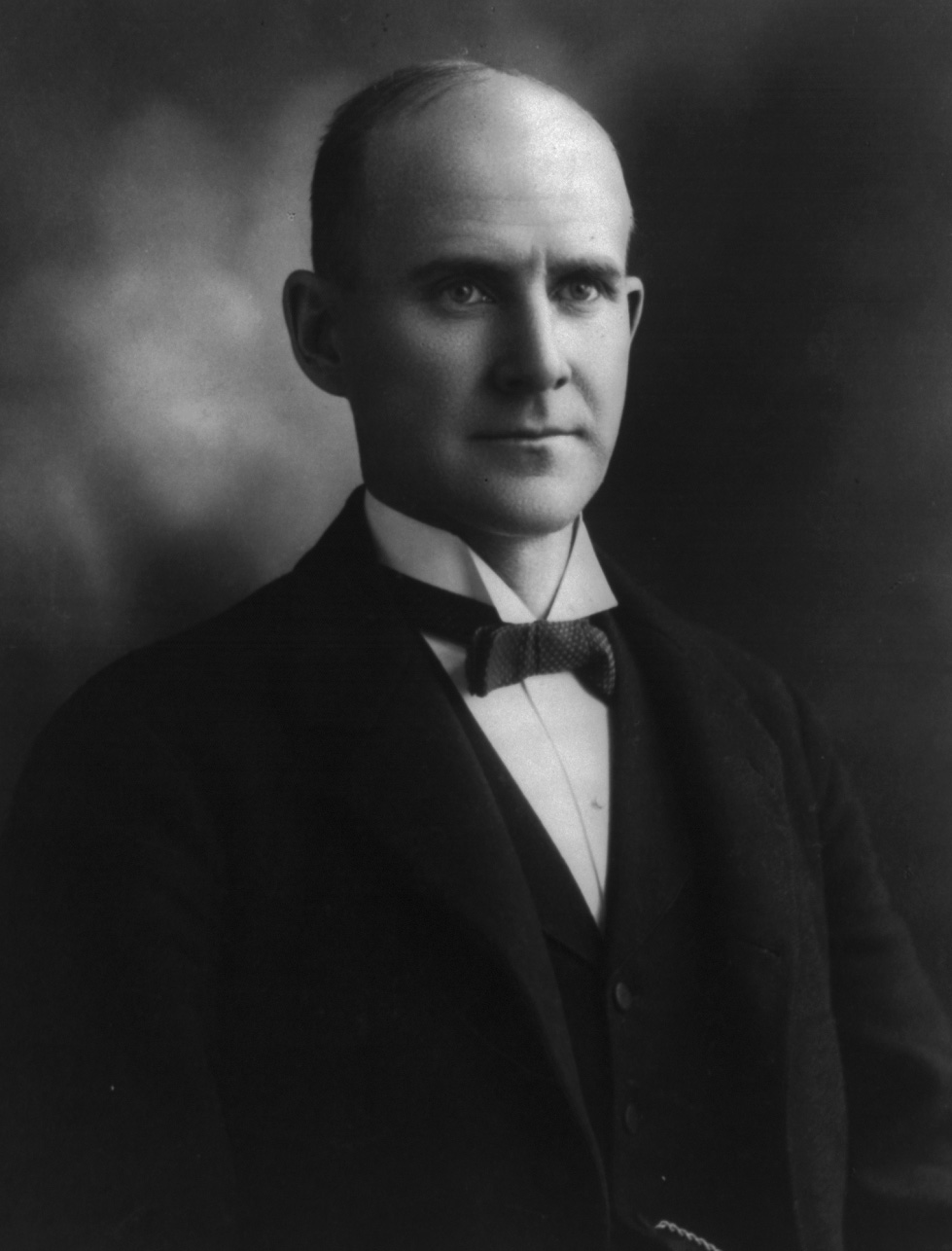
Eugene Debs

## Wyniki głosowania
Głosowanie powszechne odbyło się 5 listopada 1912. Wilson uzyskał 41,8% poparcia, wobec 27,4% dla Roosevelta, 23,2% dla Tafta, 6% dla Debsa i 1,4% dla Chafina. Ponadto, około 35 000 głosów oddano na niezależnych elektorów, głosujących na innych kandydatów. Frekwencja wyniosła 58,8%. W głosowaniu Kolegium Elektorów Wilson uzyskał 435 głosów, przy wymaganej większości 266 głosów. Na Roosevelta zagłosowało 88 elektorów, a na Tafta – 8. W głosowaniu wiceprezydenckim zwyciężył Marshall, uzyskując 435 głosów, wobec 88 dla Hirama Johnsona i 8 dla Nicholasa Butlera.
Woodrow Wilson został zaprzysiężony 4 marca 1913 roku.
| Kandydat na prezydenta | Partia                        | Głosowanie powszechne | Głosowanie powszechne | Kolegium Elektorów |
| Kandydat na prezydenta | Partia                        | Głosy                 | Procent               | Kolegium Elektorów |
| ---------------------- | ----------------------------- | --------------------- | --------------------- | ------------------ |
| Woodrow Wilson         | Partia Demokratyczna          | 6 293 152             | 41,8%                 | 435                |
| Theodore Roosevelt     | Partia Postępowa              | 4 119 207             | 27,4%                 | 88                 |
| William Taft           | Partia Republikańska          | 3 486 333             | 23,2%                 | 8                  |
| Eugene Debs            | Socjalistyczna Partia Ameryki | 900 369               | 6%                    | 0                  |
| Eugene Chafin          | Partia Prohibicji             | 207 972               | 1,4%                  | 0                  |
| Łącznie                | Łącznie                       | Łącznie               | Łącznie               | 531                |

| Kandydat na wiceprezydenta | Partia               | Kolegium Elektorów |
| -------------------------- | -------------------- | ------------------ |
| Thomas Marshall            | Partia Demokratyczna | 435                |
| Hiram Johnson              | Partia Postępowa     | 88                 |
| Nicholas Butler            | Partia Republikańska | 8                  |
| Łącznie                    | Łącznie              | 531                |